# Creed (ban nhạc)
Creed là một ban nhạc rock Mỹ thành lập năm 1993 ở Tallahassee, Florida. Các thành viên nổi tiếng nhất của ban nhạc bao gồm giọng ca chính Scott Stapp, hát đệm kiêm ghita chính Mark Tremont, tay bass Brian Marshall và tay trống Scott Phillips. Creed phát hành hai album phòng thu My Own Prison (1997) và Human Clay (1999) trước khi Marshall rời ban nhạc và khiến nhóm chỉ còn ba thành viên. Album phòng thu thứ ba của nhóm Weathered được phát hành năm 2001 với Tremonti trước khi ban nhạc tan rã năm 2004 do gia tăng căng thẳng giữa các thành viên. Tremonti, Marshall và Phillips tiếp tục lập nhóm Alter Bridge trong khi Stapp theo đuổi sự nghiệp đơn ca. Sau một vài năm đầu cơ, Creed tái hợp năm 2009 trong một chuyến lưu diễn và một album mới có tên Full Circle ra đời ở chuyến lưu diễn sau đó năm 2012. Một album khác đã được lên kế hoạch nhưng kể từ khi bị trì hoãn, các thành viên của ban nhạc chuyển sự chú của họ tới những nỗ lực âm nhạc khác. Hiện tại ban nhạc chưa có kế hoạch nào để tiếp tục trong tương lai gần.